# Haruna Hosoya
Haruna Hosoya (Kawanishi, 23 de abril de 1973) é uma triatleta profissional japonesa. 

## Carreira

### Sydney 2000
Haruna Hosoya disputou os Jogos de Sydney 2000, não completando a prova. 